# Woods County
Woods County ist ein County im Bundesstaat Oklahoma der Vereinigten Staaten. Der Verwaltungssitz (County Seat) ist Alva. Das U.S. Census Bureau hat bei der Volkszählung 2020 eine Einwohnerzahl von 8.624 ermittelt.

## Geographie
Das County liegt im Nordwesten von Oklahoma, grenzt im Norden an Kansas und hat eine Fläche von 3341 Quadratkilometern, wovon 9 Quadratkilometer Wasserfläche sind. Es grenzt im Uhrzeigersinn an folgende Countys: Comanche County (Kansas), Barber County (Kansas), Alfalfa County, Major County, Woodward County, und Harper County.

## Geschichte
Woods County wurde 1893 als Original-County aus Teilen des Cherokee Outlet gebildet. Nachdem es provisorisch als County M bezeichnet worden war, erhielt es seinen jetzigen Namen nach Sam Wood, einem kanadischen Geschäftsmann und Politiker. Das fälschlich hinzugefügte S wurde nie korrigiert. Besiedelt wurde das County durch weiße Siedler während der vierten offiziellen Land-Besitznahme (Oklahoma Land Run) vom 16. September 1893.

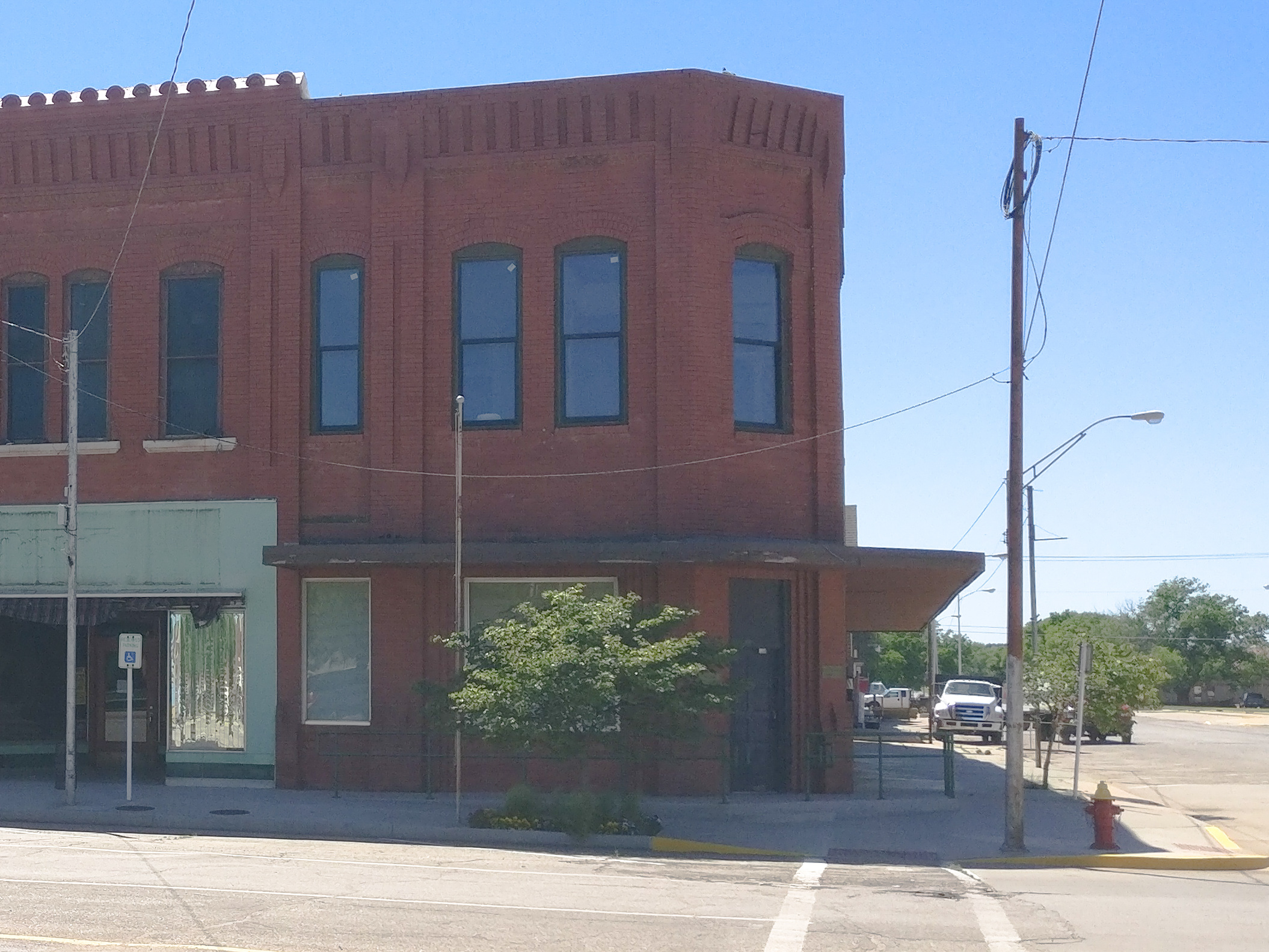
Die Central National Bank ist einer von 14 Einträgen des Countys im NRHP.

14 Bauwerke und Stätten des Countys sind im National Register of Historic Places (NRHP) eingetragen (Stand 7. Juni 2018).

## Demografische Daten

Alterspyramide des Woods County

Nach der Volkszählung im Jahr 2000 lebten im Woods County 9089 Menschen in 3684 Haushalten und 2243 Familien. Die Bevölkerungsdichte betrug 3 Einwohner pro Quadratkilometer. Ethnisch betrachtet setzte sich die Bevölkerung zusammen aus 93,41 Prozent Weißen, 2,38 Prozent Afroamerikanern, 1,61 Prozent amerikanischen Ureinwohnern, 0,53 Prozent Asiaten, 0,03 Prozent Bewohnern aus dem pazifischen Inselraum und 0,56 Prozent aus anderen ethnischen Gruppen; 1,49 Prozent stammten von zwei oder mehr Ethnien ab. 2,42 Prozent der Bevölkerung waren spanischer oder lateinamerikanischer Abstammung.
Von den 3684 Haushalten hatten 24,1 Prozent Kinder unter 18 Jahre, die im Haushalt lebten. 50,9 Prozent waren verheiratete, zusammenlebende Paare, 7,3 Prozent waren allein erziehende Mütter. 39,1 Prozent waren keine Familien, 33,4 Prozent waren Singlehaushalte und in 16,4 Prozent der Haushalte lebten Menschen im Alter von 65 Jahren oder darüber. Die durchschnittliche Haushaltsgröße betrug 2,20 und die durchschnittliche Familiengröße betrug 2,81 Personen.
19,2 Prozent der Bevölkerung waren unter 18 Jahre alt, 16,8 Prozent zwischen 18 und 24, 23,2 Prozent zwischen 25 und 44, 20,9 Prozent zwischen 45 und 64 und 19,9 Prozent waren 65 Jahre oder älter. Das Durchschnittsalter betrug 38 Jahre. Auf 100 weibliche Personen kamen 103,9 männliche Personen. Auf 100 Frauen im Alter von 18 Jahren oder darüber kamen 101,7 Männer.
Das jährliche Durchschnittseinkommen eines Haushalts betrug 28.927 USD und das durchschnittliche Einkommen einer Familie betrug 39.143 USD. Männer hatten ein durchschnittliches Einkommen von 26.651 USD gegenüber den Frauen mit 18.968 USD. Das Prokopfeinkommen betrug 17.487 USD. 8,7 Prozent der Familien und 15,0 Prozent der Bevölkerung lebten unterhalb der Armutsgrenze.